# Kansas City (Oregon)
Kansas City az Amerikai Egyesült Államok Oregon államának Washington megyéjében, Forest Grove-tól hat kilométerre elhelyezkedő önkormányzat nélküli település, a portlandi agglomeráció része.
Nevét a Missouri állambeli Kansas Cityről kapta. 1990-ben közösségi háza és iskolája volt, de Ralph Friedman szerint romos állapotban álltak.
A Forest Grove-i tűzoltóság lefedettségébe tartozik.

## Fordítás
- Ez a szócikk részben vagy egészben  a   Kansas City, Oregon című angol Wikipédia-szócikk ezen változatának fordításán alapul.  Az eredeti cikk szerkesztőit annak laptörténete sorolja fel. Ez a jelzés csupán a megfogalmazás eredetét és a szerzői jogokat jelzi, nem szolgál a cikkben szereplő információk forrásmegjelöléseként.